# Кубок північноірландської ліги з футболу 2024—2025
Кубок північноірландської ліги 2024—2025 (англ. BetMcLean League Cup) — 38-й розіграш Кубка північноірландської ліги.

## Календар
| Раунд        | Дата                         | Матчі | Клуби   |
| ------------ | ---------------------------- | ----- | ------- |
| Перший раунд | 13 серпня 2024               | 6     | 38 → 32 |
| 1/16 фіналу  | 1 жовтня 2024                | 16    | 32 → 16 |
| 1/8 фіналу   | 5 листопада – 3 грудня 2024  | 8     | 16 → 8  |
| 1/4 фіналу   | 3 грудня 2024 – 7 січня 2025 | 4     | 8 → 4   |
| 1/2 фіналу   | 14 січня 2025                | 2     | 4 → 2   |
| Фінал        | 9 березня 2025               | 1     | 2 → 1   |

## Перший раунд
| Команда 1            | Рахунок | Команда 2          |
| -------------------- | ------- | ------------------ |
| 13 серпня 2024       |         |                    |
| Тобермор Юнайтед     | 3:4     | Квінз Юніверсіті   |
| Дергв'ю              | 2:1     | Нокбреда           |
| Мойола Парк          | 3:1     | Окафорд Саннісайт  |
| Ратфріланд Рейнджерс | 2:1     | Коа Юнайтед        |
| Ворренпойнт Таун     | 2:0     | Лісберн Дістіллері |
| Баллімакаш Рейнджерс | 3:0     | Бенбрідж Таун      |

## 1/16 фіналу
| Команда 1                 | Рахунок | Команда 2         |
| ------------------------- | ------- | ----------------- |
| 1 жовтня 2024             |         |                   |
| Балліклейр Комрадс        | 2:3     | Крузейдерс        |
| Баллінамаллард Юнайтед    | 0:4     | Колрейн           |
| Дандела                   | 0:3     | Лінфілд           |
| Гленторан                 | 2:0     | Дергв'ю           |
| Данганнон Свіфтс          | 5:0     | Портстюарт        |
| Доллінгстоун              | 5:1     | Ньюрі Сіті АФК    |
| Бангор                    | 4:0     | Ворренпойнт Таун  |
| Лімаваді Юнайтед          | 0:2     | Кліфтонвілл       |
| Ратфріланд Рейнджерс      | 3:4     | Балліміна Юнайтед |
| Портадаун                 | 0:1     | Ардс              |
| Лофголл                   | 2:3     | Арма              |
| Ньюінгтон Юз              | 2:3     | Гленавон          |
| Каррік Рейнджерс          | 0:1     | Квінз Юніверсіті  |
| Мойола Парк               | 2:4     | Енней Юнайтед     |
| Баллімакаш Рейнджерс      | 0:1     | Інститут          |
| Харленд-енд-Вульф Велдерс | 1:2     | Ларн              |

## 1/8 фіналу
| Команда 1         | Рахунок      | Команда 2        |
| ----------------- | ------------ | ---------------- |
| 5 листопада 2024  |              |                  |
| Крузейдерс        | 2:1          | Колрейн          |
| Данганнон Свіфтс  | 3:1          | Доллінгстоун     |
| Бангор            | 0:1          | Кліфтонвілл      |
| Балліміна Юнайтед | 1:0          | Ардс             |
| Арма              | 0:0 пен. 8:7 | Гленавон         |
| Енней Юнайтед     | 2:0          | Квінз Юніверсіті |
| 19 листопада 2024 |              |                  |
| Інститут          | 0:2          | Ларн             |
| 3 грудня 2024     |              |                  |
| Лінфілд           | 0:1          | Гленторан        |

## 1/4 фіналу
| Команда 1         | Рахунок | Команда 2        |
| ----------------- | ------- | ---------------- |
| 3 грудня 2024     |         |                  |
| Крузейдерс        | 4:2 дч  | Данганнон Свіфтс |
| 4 грудня 2024     |         |                  |
| Арма              | 0:3     | Кліфтонвілл      |
| Енней Юнайтед     | 0:5     | Ларн             |
| 7 січня 2025      |         |                  |
| Балліміна Юнайтед | 2:0     | Гленторан        |

## 1/2 фіналу
| Команда 1     | Рахунок | Команда 2   |
| ------------- | ------- | ----------- |
| 14 січня 2025 |         |             |
| Ларн          | 0:1 дч  | Кліфтонвілл |
| Гленторан     | 4:2 дч  | Крузейдерс  |

## Фінал
| Команда 1      | Рахунок | Команда 2 |
| -------------- | ------- | --------- |
| 9 березня 2025 |         |           |
| Кліфтонвілл    | 1:0 дч  | Гленторан |